# Torre del Verger
La Torre o Talaia del Verger (popularment des Verger), dita també Torre (o Talaia) de les Ànimes (popularment de ses Ànimes), és una torre de defensa del terme de Banyalbufar (Mallorca), situada damunt els penya-segats de la carretera entre Estellencs i Banyalbufar. Està declarada Bé d'Interès Cultural, i és la torre més coneguda i visitada de Mallorca.
Formava part d'un extens sistema de vigilància i senyalització de tota la costa mallorquina per combatre la pirateria, i tenia la funció de rebre i enviar senyals amb la Torre de na Pòpia i la Torre de Valldemossa. Va ser construïda a final del segle xvi.

## Nom
La Torre o Talaia del Verger apareix en la documentació històrica sota els noms de Torre de Banyalbufar, Torre del Coll del Verger i Talaia del Port de la Pedra de l'Ase. A Banyalbufar és anomenada popularment sa Torreta.
No obstant això, la torre és coneguda principalment pel nom de Torre (o Talaia) de les Ànimes. Aquest nom està relacionat amb una llegenda del temps de l'Arxiduc Lluís Salvador. Quan l'Arxiduc va comprar la torre a l'Estat, la venda incloïa exclusivament l'entorn immediat de la torre, i no tot el terreny del voltant. L'Arxiduc volgué comprar el terreny, el propietari no li'l volgué vendre. Més tard, el propietari morí estimbat per les penyes, i el fill, convençut que es tractava d'una maledicció de l'Arxiduc, la hi vengué sense pensar-ho. Convertida en llegenda, la contarella deia que, segons com bufava el vent, es podien sentir els gemecs de l'ànima del pagès estimbat, cosa que donà lloc al nom de Torre de les Ànimes.

## Descripció
Construïda amb pedra i morter, està conformada per un cos cilíndric d'uns quatre metres d'alçada. La part inferior és massissa, i la superior és buida, amb una cambra amb volta de mitja esfera. El portal d'entrada, defensat per un matacà, es troba a uns dos metres, i a l'interior, una escala al buit de la volta condueix al terrat, on hi havia un porxo. No disposava d'artilleria i, per tant, no té parapet, ans simplement una sèrie d'espilleres.
Es tracta de la torre més petita de Mallorca, motiu pel qual els torrers no hi podien viure, i tenien una barraca a uns cent metres de la torre.

## Història
Després que els pirates saquejassin Banyalbufar el 1542 i el 1546, el Gran i General Consell resolgué, el 1579, la construcció d'una torre en el seu terme. Per manca de finançament, la construcció no fou immediata, però consta que el 1597 ja existia. Era una torre pensada per la vigilància de la costa, i no va tenir mai artilleria (cosa que no vol dir que els torrers no anassin armats amb armes de foc).
El 1715, la Torre del Verger va ser la primera a albirar l'estol filipista del General d'Asfeld. El 1875 fou traspassada a Hisenda, i la comprà Francesc Manuel de los Herreros en nom de l'Arxiduc Lluís Salvador, que l'apreciava per les seves vistes excel·lents. Va ser restaurada el 2020 pel Consell de Mallorca.